# Cerak
Cerak (in serbo Церак?) è un quartiere urbano della capitale serba di Belgrado. Si trova nel comune di Čukarica a Belgrado.

## Caratteristiche

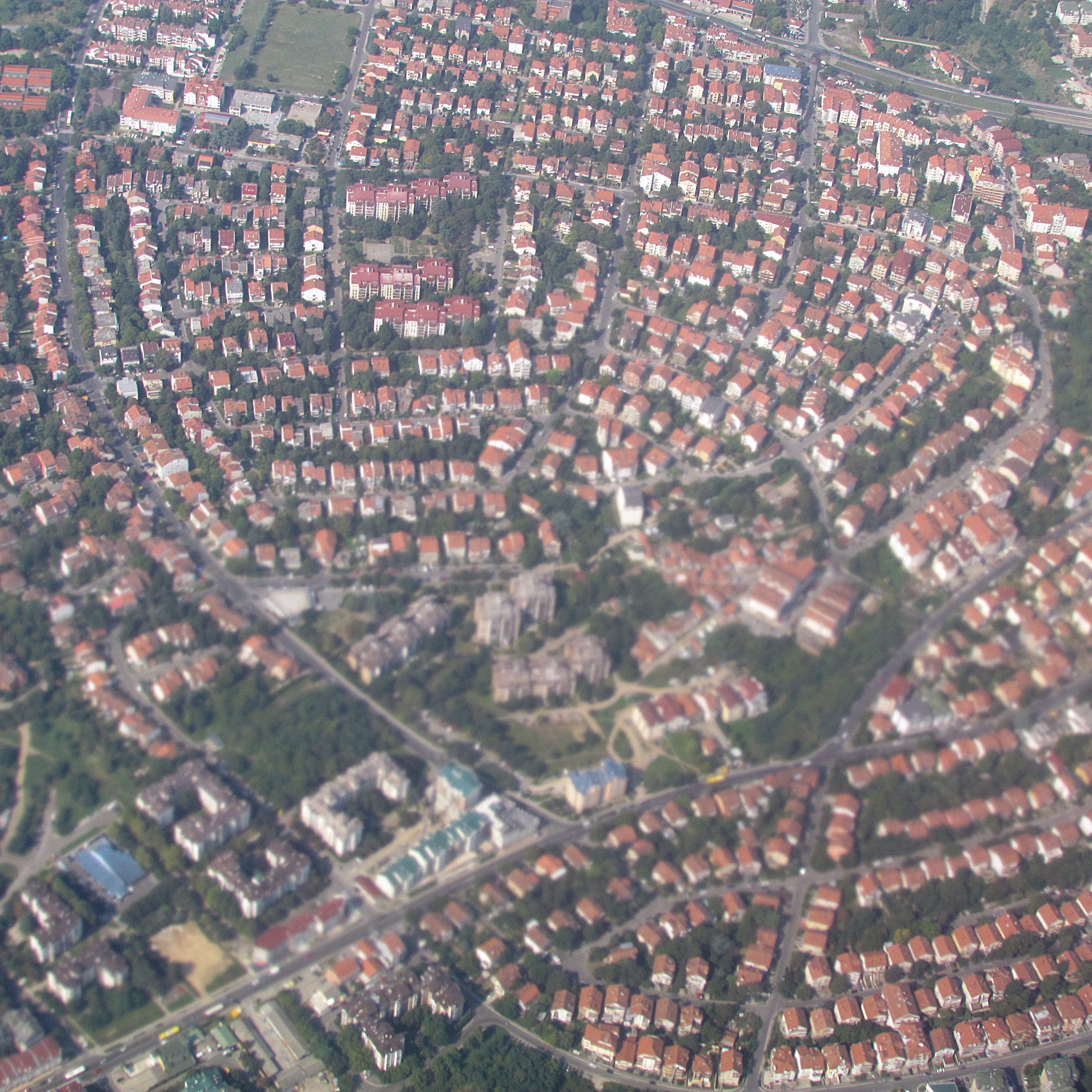
Vista aerea di Cerak

Il nome del quartiere, Cerak, in serbo significa bosco di cerri.
La via principale del traffico è via Jablanicka, da cui si irradiano molte strade residenziali più piccole e vicoli ciechi. Uno dei confini di Cerak è il transito di Ibar. Il quartiere è di tipo residenziale misto, con case unifamiliari (per lo più case a schiera o bifamiliari), case plurifamiliari basse (terra+2 piani) e alcuni edifici residenziali più alti (g+5/6 piani). Le ultime costruzioni vicino al confine meridionale (che fiancheggiano Ibarska magistrala) sono tutte condomini.
Cerak, come Cerak Vinogradi, è ampiamente piantumato con alberi e arbusti decorativi, che, combinati con una densità di traffico relativamente bassa, la rendono una zona molto vivibile. Essendo il quartiere più antico della zona "Cerak" (Cerak, Cerak Vinogradi, Cerak II), Cerak ospita l'ufficio postale della zona, uno dei due asili nido, diversi supermercati e negozi di alimentari. Ha anche una scuola elementare.

## Popolazione
La popolazione totale del quartiere era di 43.210 nel 2002 (comunità locali di Cerak 12.591, Vinogradi 13.091 e Sportski Centar 17.528). Dal censimento del 2011 tutte e tre le comunità locali erano unite in una, chiamata Cerak, con una popolazione di 43.993 abitanti.

## Sottoquartieri

### Stari Cerak
La parte occidentale del quartiere (vie Bitoljska, Mojkovačka, Petefijeva, Partizanske Vode, ecc.) è chiamata Stari Cerak (Vecchia Cerak). Si compone di diverse centinaia di case residenziali.

### Cerak II
Il quartiere a sud-est di Cerak era stato ufficialmente chiamato Cerak II nel 1985-1987. Tuttavia questo quartiere, costituito dall'area urbana attorno alle vie Vinogradski Venac e Cerski Venac, è un'estensione naturale e architettonica occidentale di Cerak Vinogradi. Come il resto di Cerak Vinogradi è una zona residenziale, delimitata a nord dalla via Jablanička (e Cerak), a ovest dalla superstrada Ibarska magistrala e a sud dal quartiere Vidikovac nel comune di Rakovica.
Il quartiere fa parte dell'area protetta di Cerak Vinogradi. I progetti furono redatti dal 1980 al 1983 e la costruzione durò dal 1983 al 1987. Si estende su una superficie di 35 ettari e comprende 25 edifici residenziali con 1.150 appartamenti.

## Trasporti
Il quartiere è servito da una linea di autobus del trasporto pubblico di Belgrado (52) ed è a breve distanza da Banovo Brdo, Ada Ciganlija e Kosutnjak. C'è anche la linea 534, che collega Cerak e Ripanj. Alcune delle linee di autobus che collegano a località vicino a Cerak sono: 23, 37, 50, 51, 52, 53, 56, 57, 59, 89, 531, 532, 533 e 534. Tutti questi autobus hanno fermate che si trovano in o vicino a Cerak quindi non è difficile da raggiungere.